# Kawasaki ZZR 1200
Kawasaki ZZR 1200 (na některých trzích označovaný jako Kawasaki ZX-12C) je model motocyklu, vyvinutý firmou Kawasaki. Byl vyráběn v letech 2002–2005. Jeho předchůdcem byl typ Kawasaki ZZR 1100 a nahrazen byl typem Kawasaki ZZR 1400. Jedná se o pohodlný silniční cestovní motocykl vybavený spolehlivým a extrémně pružným řadovým, kapalinou chlazeným čtyřválcem s rozvodem DOHC.
Oproti svému předchůdci je i při rychlosti 250 km/h stabilní, ale méně rychlá než Kawasaki ZX-12R nebo Suzuki Hayabusa, které prolomily hranici 300 km/h.

## Technické parametry (2004)
- Rám:
- Suchá hmotnost: 236 kg
- Pohotovostní hmotnost:
- Maximální rychlost: 270 km/h
- Spotřeba paliva: